# Abdelkrim Belamine
Pour les articles homonymes, voir Belamine.
 (mars 2011).
Abdelkrim Belamine est un peintre contemporain marocain, né le 23 octobre 1964 à Casablanca.

## Biographie
Élève de l'école nationale des beaux-arts  de Tétouan (Maroc), arts graphiques et décoration (dont il est diplômé en 1990), il recueille le premier prix de peinture  en 1986, et la même année celui du concours des aquarellistes.
Peintre figuratif, il est dans la lignée des peintres orientalistes du début du XXe siècle, tel Henri Pontoy, et traduit dans  sa palette claire, en gouache ou en aquarelle, toute la sensibilité de l'univers traditionnel marocain.

## Principales expositions
- 1991, hôtel Sheraton, Casablanca (ainsi qu'en 1992, 1993, 1996, 1998, 2000)
- 1992, galerie Bab el Kébir, Rabat
- 1993, galerie Bassamat, Casablanca, et 1999, 2002
- 1994, galerie Mohammed El Fasi, Rabat
- 1994, 2000, 2001, 2002, 2004, galerie Venise Cadre, à Casablanca[1]
- 2006, pavillon du golf de Marrakech, 60 ans d'histoire de l'art au Maroc (galerie Venise Cadre)
- 2009, L'art pour l'environnement, Villa des Arts, Casablanca[1],
- 2010, galerie RempArt, Marrakech-Gueliz.

## Sources

### Articles de journaux
- Siham Jadraoui, « Abdelkrim Belamine ou la magie de l'orientalisme marocain », Aujourd'hui le Maroc,‎ 22 décembre 2009 (lire en ligne).
- Imane Bouhrara, « Abdelkrim Belamine, un artiste imprégné du Maroc », Finances News Hebdo,‎ 9 décembre 2010 (lire en ligne).
- Abdessalam Khatib, « Abdelkrim Belamine : Un trait figuratif, symbiose d'authenticité et de modernité », Libération,‎ 12 mai 2012 (lire en ligne).
- L'Opinion, 31 janvier 1992,
- Al Bayane, 7 avril 2001

### Sources sur le web
- art-maroc.com